# Irreversibel proces

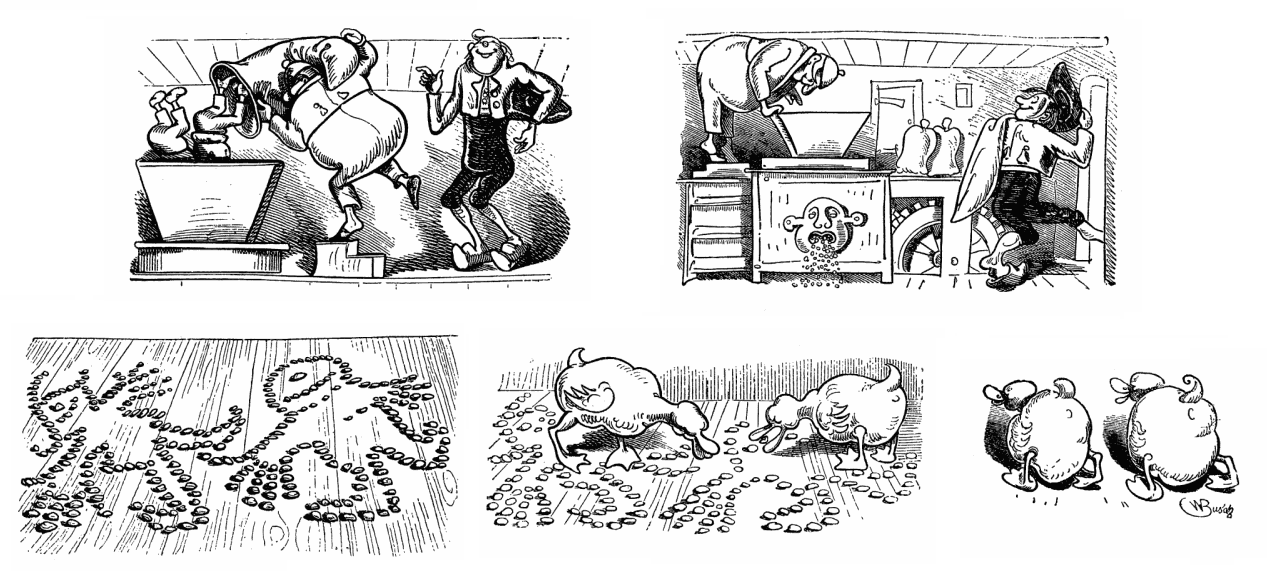
Tekeningenserie uit Max und Moritz, waarin twee jongetjes in stukjes worden vermalen. Hoewel de stukjes, onwaarschijnlijk genoeg, in de vorm van de jongetjes komen te liggen, eten eenden daarna de stukjes op. Het proces is irreversibel, omdat uit de opgegeten stukjes geen nieuwe jongetjes gevormd kunnen worden.

Een irreversibel proces of onomkeerbaar proces is in de thermodynamica een proces dat spontaan op gang komt als een systeem niet in een evenwichtstoestand is. Een irreversibel proces eindigt wanneer het systeem een evenwichtstoestand of een metastabiele toestand heeft bereikt. Geen enkel systeem zal ooit spontaan een evenwichtstoestand verlaten.
Een proces waarin energie besteed wordt aan wrijving is per definitie irreversibel. Vrijwel alle natuurlijke processen zijn daarom ten minste gedeeltelijk irreversibel. Betrekkelijke uitzonderingen zijn situaties waarin eigenschappen van de omgeving van het systeem, zoals de temperatuur of druk, langzaam veranderen. Of dat langzaam genoeg is om het proces als reversibel op te vatten, hangt af van de gewenste nauwkeurigheid.
Bij de meeste irreversibele processen gaat een systeem van een metastabiele toestand over in een stabiele of stabielere toestand van lagere vrije energie.
In de klassieke thermodynamica worden irreversibele processen niet in detail bestudeerd. De thermodynamica van dissipatieve systemen is nog een betrekkelijk jong vakgebied.